# Artitropa
Artitropa là một chi bướm ngày thuộc họ Bướm nâu.

## Các loài
- Artitropa alaotrana Oberthür, 1916
- Artitropa boseae (Saalmüller, 1880)
- Artitropa cama Evans, 1937
- Artitropa comus (Cramer, 1782)
- Artitropa erinnys (Trimen, 1862)
- Artitropa hollandi Oberthür, 1916
- Artitropa milleri Riley, 1925
- Artitropa reducta Aurivillius, 1925
- Artitropa usambarae Congdon, Kielland, & Collins, 1998